# Andreas Laudrup
Andreas Retz Laudrup (* 10. November 1990 in Barcelona) ist ein ehemaliger dänischer Fußballspieler, der heute als Spielerberater tätig ist. Als aktiver Spieler spielte der 1,75 m große Linksfuß auf der Linksaußen-Position und wurde mit dem FC Nordsjælland dänischer Meister. Er ist der Sohn von Michael Laudrup.

## Spielerkarriere
Andreas Laudrup wurde 1990 in Barcelona geboren; sein Vater Michael, der später als „bester dänischer Fußballspieler aller Zeiten“ ausgezeichnet wurde, spielte zu dieser Zeit für den FC Barcelona. Da dieser aber 2002 Trainer von Brøndby IF wurde, begann Andreas seine eigene Karriere ebenfalls in Dänemark in der Jugend des BK Søllerød-Vedbæk. Von dort aus wechselte er 2006 zu Lyngby BK. Als Vater Michael im Juli 2007 Trainer des FC Getafe wurde und die Familie daraufhin wieder nach Spanien zog, schloss sich Andreas Laudrup der Jugendabteilung von Real Madrid an. Als das Arbeitsverhältnis seines Vaters in Getafe nach einem Jahr aber wieder beendet wurde und dieser daraufhin zu Spartak Moskau ging, kehrte Sohn Andreas zu seinem ehemaligen Verein Lyngby BK zurück. Daneben durchlief Laudrup ab 2006 von der U16-Auswahl an sämtliche dänische Juniorennationalmannschaften.
Im Alter von 18 Jahren wechselte Laudrup im Januar 2009 zum dänischen Erstligisten FC Nordsjælland, mit dem er 2010 und 2011 dänischer Pokalsieger wurde und 2012 die dänische Meisterschaft gewann.
Anfang 2013 wechselte er auf Leihbasis für ein halbes Jahr nach Frankreich zum AS Saint-Étienne, bei dem er in der Folge aber zu keinem Einsatz in der Liga kam. Nach seiner Rückkehr nach Dänemark kam er in der Saison 2013/14 wegen einer seltenen Gelenkerkrankung ebenfalls zu keinem Einsatz. Im Sommer 2014 schloss sich Laudrup dem Zweitligisten Aarhus GF an, für den er in der Vorrunde der folgenden Saison bis zum Jahresende noch zu 12 Ligaeinsätzen kam, ehe er erneut ausfiel. Aufgrund anhaltender Gelenkprobleme gab er 2015 im Alter von 24 Jahren schließlich das Ende seiner Spielerkarriere bekannt.

## Nach der aktiven Karriere
2018 wurde bekannt, dass Laudrup gemeinsam mit einem Geschäftspartner eine Spieleragentur gegründet hat und als Spielervermittler tätig wird.
Seit 2020 ist er zudem als TV-Experte für den dänischen Fernsehsender TV 2 aktiv, wo er insbesondere deren Berichterstattung über die spanische Primera División kommentiert.

## Familie
Andreas Laudrup stammt aus einer Fußballerfamilie: Neben seinem Vater Michael Laudrup war auch dessen Vater Finn Laudrup, Andreas’ Großvater, bereits dänischer Nationalspieler. Andreas Laudrups Onkel Brian Laudrup, der jüngere Bruder seines Vaters, spielte ebenfalls in der Nationalmannschaft sowie in der Bundesliga. Ferner waren auch sein Halbbruder Mads Laudrup und sein Cousin Nicolai Laudrup, der Sohn von Andreas’ Onkel Brian, Fußballprofis.